# 김경묵
김경묵(1965년 2월 19일~)은 대한민국의 장애인 탁구 선수로, 1992년부터 2016년 하계 패럴림픽까지 참가해서 총 금메달 4개, 은메달 3개, 동메달 6개를 획득했다.